# 通津駅
通津駅（つづえき）は、山口県岩国市通津にある、西日本旅客鉄道（JR西日本）山陽本線の駅である。

## 歴史
- 1934年（昭和9年）8月11日：鉄道省山陽本線藤生駅 - 由宇駅間に新設開業[2]。旅客・貨物取扱開始[2]。
- 1960年（昭和35年）6月1日：貨物取扱廃止[4]。
- 1984年（昭和59年）2月1日：荷物扱い廃止[4]。
- 1987年（昭和62年）4月1日：国鉄分割民営化により、西日本旅客鉄道（JR西日本）の駅となる[4]。
- 2004年（平成16年）10月：窓口営業時間を変更し、平日のみの営業となる。また、閉鎖時間帯を導入。
- 2022年（令和4年）
  - 3月12日：ICカード「ICOCA」の利用が可能となる[5]。
  - 3月31日：この日をもってきっぷうりばの営業を終了[3]。
  - 4月1日：無人駅化[3]。

## 駅構造
相対式ホーム2面2線を有する地上駅。分岐器や絶対信号機を持たないため、停留所に分類される。駅舎は開業時に建設されたもので、下りホーム側にあり、反対側の上りホームへは跨線橋で連絡している。
便所は男女共用の汲取り式である。

### のりば
| ホーム | 路線      | 方向 | 行先           |
| ------ | --------- | ---- | -------------- |
| 駅舎側 | ■山陽本線 | 下り | 柳井・徳山方面 |
| 反対側 | ■山陽本線 | 上り | 岩国・広島方面 |

- 案内上ののりば番号は設定されていない。

## 利用状況
1日平均乗車人員は以下の通り。
| 乗車人員推移       | 乗車人員推移 |
| 年度               | 1日平均人数  |
| ------------------ | ------------ |
| 1999年（平成11年） | 822          |
| 2000年（平成12年） | 798          |
| 2001年（平成13年） | 747          |
| 2002年（平成14年） | 717          |
| 2003年（平成15年） | 704          |
| 2004年（平成16年） | 701          |
| 2005年（平成17年） | 675          |
| 2006年（平成18年） | 635          |
| 2007年（平成19年） | 636          |
| 2008年（平成20年） | 620          |
| 2009年（平成21年） | 597          |
| 2010年（平成22年） | 596          |
| 2011年（平成23年） | 581          |
| 2012年（平成24年） | 587          |
| 2013年（平成25年） | 582          |
| 2014年（平成26年） | 576          |
| 2015年（平成27年） | 595          |
| 2016年（平成28年） | 574          |
| 2017年（平成29年） | 556          |
| 2018年（平成30年） | 531          |
| 2019年（令和元年） | 531          |
| 2020年（令和02年） | 463          |
| 2021年（令和03年） | 428          |
| 2022年（令和04年） | 409          |

## 駅周辺
- マックスバリュ通津店
- ジュンテンドー通津店
- ファミリーマート岩国通津店
- 通津郵便局
- 通津美が浦公園
- 桜井戸
- 岩国市立通津中学校
- 岩国市立通津小学校
- 通津海水浴場（2007年閉鎖）[1]
- 通津港
- 国道188号

## 隣の駅
西日本旅客鉄道（JR西日本）
■山陽本線
藤生駅 - 通津駅 - 由宇駅